# Operazione Claymore
Operazione Claymore era il nome in codice di un'incursione compiuta il 4 marzo 1941 dai reparti di forze speciali britanniche (coadiuvati da un piccolo contingente di militari norvegesi) contro alcuni impianti industriali situati nelle isole Lofoten, nella Norvegia occupata dai tedeschi, nell'abito delle operazioni del teatro dell'Artico della seconda guerra mondiale.
L'azione, la prima operazione su vasta scala compiuta dai neo-costituiti reparti di British Commandos, si concluse con un successo per la forza di incursione: vari impianti per la produzione di olio di pesce e glicerina, importanti per l'industria bellica della Germania, furono distrutti unitamente ad alcune unità navali, e 213 tedeschi e 12 norvegesi accusati di collaborazionismo furono fatti prigionieri al prezzo di un solo ferito tra gli incursori; in aggiunta, gli Alleati recuperarono componenti di una macchina per cifratura del tipo Enigma, poi risultati utili nel lavoro di decrittazione delle comunicazioni tedesche portato avanti dal centro di Bletchley Park.

## Antefatti

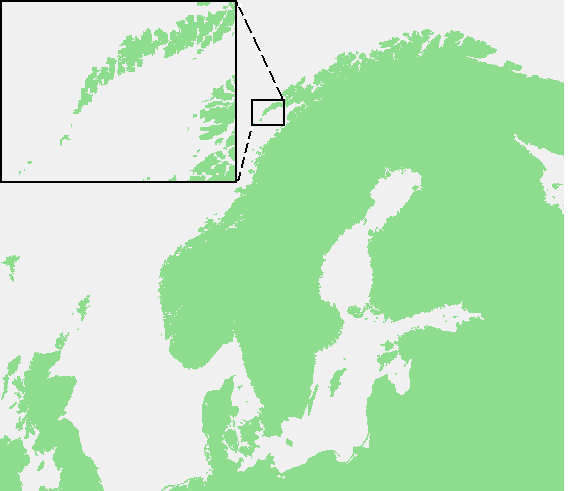
Localizzazione delle isole Lofoten lungo la costa norvegese

Dopo la sconfitta patita nella campagna di Francia e la costosa evacuazione di Dunkerque, ai primi di giugno del 1940 il primo ministro britannico Winston Churchill richiese con insistenza che venisse creata una forza di truppe scelte addestrate ed equipaggiate per intraprendere delle incursioni dietro le linee nemiche, al fine di infliggere quante più perdite possibili ai tedeschi e risollevare il morale dei britannici tramite azioni su piccola scala lungo le coste dell'Europa occupata. Andando incontro ai desideri del primo ministro, un ufficiale dello stato maggiore britannico, il tenente colonnello Dudley Clarke, sottopose ai suoi superiori un primo piano per formare la forza di incursori ribattezzata "British Commandos"; tre settimane dopo, il 24 giugno 1940, i primi volontari dell'unità di Clarke condussero il loro primo raid sbarcando lungo la costa settentrionale della Francia occupata (operazione Collar): l'azione in sé non diede grandi risultati, ma dimostrò la fattibilità di simili operazioni.
A mano a mano che i volontari si presentavano e i reparti venivano costituiti si iniziò a delineare la struttura della nuova forza di incursori: il 17 luglio 1940 venne fondato il Combined Operations Headquarters ("Quartier generale delle operazioni combinate") sotto l'ammiraglio Roger Keyes, un veterano della campagna di Gallipoli e del raid di Zeebrugge nella prima guerra mondiale, incaricato di pianificare e condurre le missioni dei reparti di Commandos, che nel novembre seguente arrivarono a contare un totale di 2 000 uomini suddivisi in 12 piccoli distaccamenti indipendenti. Fino a quel momento i Commandos britannici erano stati impegnati solo in missioni di ricognizione su piccola scala, ma per l'inizio del 1941 Keyes iniziò a progettare una serie di operazioni su vasta scala: l'obiettivo prescelto fu l'arcipelago delle isole Lofoten, lungo la costa settentrionale norvegese a nord del circolo polare artico e a 1 400 chilometri dalla Gran Bretagna; le isole ospitavano diversi impianti industriali per la produzione di olio di pesce, importante per l'industria bellica tedesca visto che da esso si estraeva la glicerina necessaria alla fabbricazione di esplosivi. Come nome in codice per l'azione fu scelto "operazione Claymore", dal nome di un famoso tipo di spada scozzese.
La forza di incursori sarebbe stata comandata dal retroammiraglio Louis Keppel Hamilton e sarebbe stata composta da 500 britannici dei Commando No. 3 (sotto il maggiore J.F. Durnford-Slater) e No. 4 (sotto il tenente colonnello D.S. Lister) supportati da una sezione di genieri della No 55 Field Company, Royal Engineers, e da 4 ufficiali e 48 uomini della marina militare norvegese sotto il capitano Martin Linge (formazione che si sarebbe poi evoluta nella cosiddetta "Kompani Linge"). La forza sarebbe stata trasportata da due navi da sbarco della fanteria (ex traghetti riconvertiti a un ruolo militare), la HMS Queen Emma e la HMS Princess Beatrix, appena entrate in servizio e destinate espressamente alle incursioni dei Commandos; la scorta e il sostegno di fuoco durante gli sbarchi sarebbe stato assicurato da cinque cacciatorpediniere, gli HMS Somali (nave-comando dell'operazione), Bedouin, Tartar, Eskimo e Legion.

## Il raid

I depositi di olio delle Lofoten in fiamme visti da bordo del cacciatorpediniere

La forza di Hamilton si riunì nella base di Scapa Flow il 21 febbraio 1941, da dove poi salpò alla mezzanotte del 1º marzo seguente; dopo una sosta a Skálafjørður, nelle Fær Øer, per rifornirsi di carburante, il gruppo si diresse bene a nord in modo da evitare gli aerei e le navi pattuglia dei tedeschi, prima di piegare a est e puntare decisamente sui propri obiettivi. Alle 04:00 del 4 marzo 1941 la forza alleata comparve al largo delle Lofoten: entrando nel braccio di mare del Vestfjorden, le navi britanniche furono sorprese di trovare tutte le luci di navigazione accese, segno che gli incursori avevano ottenuto una sorpresa totale.
La Queen Emma, con a bordo il No. 4 Commando e metà dei norvegesi, di diresse verso i piccoli porti di Svolvær e Brettesnes, mentre la Prinx Beatrix fece sbarcare il No. 3 Commando e l'altra metà degli uomini di Linge a Stamsund e Henningsvær: l'unica opposizione che i reparti alleati incontrarono fu il fuoco proveniente dal guardacoste Krebs, che mise a segno quattro colpi di piccolo calibro sul Somali prima di essere affondato dal tiro dei cacciatorpediniere britannici; prima che lo scafo colasse a picco, un contingente di marinai del Somali riuscì a salire a bordo e a recuperare documenti e componenti della macchina crittografica "Enigma", poi rivelatisi importanti per la decifrazione dei codici segreti delle comunicazioni radio tedesche. I reparti a terra non incontrarono praticamente opposizione e furono in grado di portare a termine tutti i loro obiettivi: le fabbriche e i depositi di olio furono fatti saltare in aria o incendiati, e nove tra mercantili e pescherecci (per un totale di 18 000 tonnellate di stazza lorda) furono affondati; gli Alleati catturarono 225 prigionieri di guerra (213 tedeschi, in maggioranza marinai della marina mercantile, e 12 norvegesi accusati di collaborazionismo), oltre a reclutare 314 volontari locali per le forze norvegesi libere che furono subito imbarcati sulle navi trasporto, il tutto al prezzo di un unico ferito tra gli attaccanti.
Alle 13:00 tutti i reparti di incursori furono evacuati e reimbarcati sulle navi da trasporto, e l'intera forza rientrò a Scapa Flow senza altri problemi; l'incursione dimostrò ancora una volta la validità delle incursioni "tipo-commando", ma a causa di contrasti e diversità di vedute in seno all'altro comando britannico nessun raid su vasta scala fu più organizzato fino alla fine del 1941, quando il Combined Operations Headquarters passò sotto l'ammiraglio Louis Mountbatten.